# Born to Make You Happy
»Born to Make You Happy« je singl ameriške glasbenice Britney Spears. Pesem je napisal in produciral Kristian Lundin, ki je pri pisanju sodeloval z Andreasom Carlssonom; oba sta napisala še nekaj drugih pesmi iz njenega debitantskega glasbenega albuma, ...Baby One More Time (1999). Pesem je izšla 6. decembra 1999 preko založbe Jive Records kot četrti singl iz albuma. Teen pop pesem govori o razmerju, ki ga dekle želi ponovno obuditi, saj ne razume, kje se jima je zalomilo in nazadnje spozna, da je bila »rojena, da osreči [svojega ljubimca].«
Pesem »Born to Make You Happy« je s strani glasbenih kritikov prejela mešane ocene. Nekateri kritiki so singl označili za zgodnjo klasiko, drugi pa so menili, da je pesem neizvirna. Singl je užival v velikem komercialnem uspehu, saj je zasedel eno izmed prvih petih mest na glasbenih lestvicah v enajstih različnih državah. Najnižje se je uvrstila na francoski glasbeni lestvici, kjer je zasedla deveto mesto. Pesem je za 40.000 prodanih kopij izvodov s strani organizacije International Federation of the Phonographic Industry (IFPI) na Švedskem prejela platinasto certifikacijo. Singl je bil v Nemčiji s strani organizacije IFPI nagrajen z zlato certifikacijo, s strani organizacije Syndicat National de l'Édition Phonographique (SNEP) v Franciji s srebrno in s strani organizacije British Phonographic Industry (BPI) v Združenem kraljestvu s srebrno.
Videospot, ki ga je režiral Billie Woodruff, na začetku prikaže Britney Spears med sanjarjenjem o tem, da bi bila s svojim ljubimcem, v ostalih delih videospota pa večinoma poje ali pleše. S pesmijo je Britney Spears nastopila na štirih turnejah, in sicer na turneji ...Baby One More Time Tour, kjer je pesem zapela na stopnišču, na turneji Crazy 2k Tour, na turneji Oops!... I Did It Again World Tour, kjer je bila med nastopom oblečena v pižamo in copate in na turneji Dream Within a Dream Tour, kjer se je na odru prikazala, ko je kot balerina stopila iz velikanske glasbene skrinjice, po pesmi »Born to Make You Happy« pa je zapela še pesmi »Lucky« in »Sometimes«.

## Ozadje
Pesem »Born to Make You Happy« je napisal in produciral Kristian Lundin, ki je pri pisanju sodeloval z Andreasom Carlssonom; to je bilo duetovo prvo skupno delo. Britney Spears je pesem na začetku posnela v studiju Battery v New York Cityju, New York, marca 1998. Pesem so kasneje naknadno posneli v studiju Cheiron v Stockholmu, Švedska; to verzijo so tudi uporabili na albumu, medtem ko so različico, posneto v New York Cityju, uporabili pri dodatnem remixu pesmi. Tudi remix je Max Martin posnel v studiju Cheiron. V pesmi je Esbjörn Öhrwall igral na kitaro, Kristian Lundin pa je programiral in igral na sintetizator. Spremljevalne vokale sta zapela Nana Hedin in Andreas Carlsson. Preden je singl izšel 6. decembra 1999, je Britney Spears v intervjuju z revijo Rolling Stone dejala, da sta morala tekstopisca pesmi besedilo nekoliko spremeniti:
Prosila sem jih, naj spremenijo besedilo pesmi »Born to Make You Happy«. To je bila seksualna pesem. [...] Rekla sem jim: »Morda sem malce premlada za to.« Ne želim se prehitro povzpeti na vrh. Ne bi bilo pametno, da bi izpadla kot gospodična Prima Donna. Želim si vzeti čas za odraščanje.

## Sestava
Pesem »Born to Make You Happy« je teen pop in dance-pop pesem, ki traja štiri minute in tri sekunde. Pesem je napisana v d-molu, vokali Britney Spears pa se raztezajo čez eno oktavo, od F3 do B4. Besedilo pesmi govori o razmerju, ki ga dekle želi ponovno obuditi, saj ne razume, kje se jima je zalomilo in nazadnje spozna, da je bila »ne vem, kako naj živim brez tvoje ljubezni / rojena sem bila, da te osrečim«. Pesem sestavlja procesija akordov Bm–G–D–A.

## Sprejem kritikov
Pesem »Born to Make You Happy« je s strani glasbenih kritikov prejela mešane ocene. Kyle Anderson iz MTV-ja je menil, da je celotna pesem »nekoliko raztresena«, saj naj bi bilo besedilo »lahko dovolj sentimentalno, da ga šestanjstletnica lahko razumela, hkrati pa Spearsova v celotni pesmi zveni, kot da bi se urila za gejšo.« Craig MacInnis iz revije Hamilton Spectator je napisal: »[V pesmi 'Born to Make You Happy'] protagonistka tako časti nekega fanta, da bi se tega sramovala celo  Tiffany.« Mike Ross iz revije Edmond Sun je napisal, da je »sporočilo pesmi hujše od kupa sladkega niča. [...] Toliko o dekliški moči.« Amanda Murray s spletne strani Sputnikmusic je menila, da je pesem »Born to Make You Happy« »povsem običajna pesem, vendar je kljub temu ne pozabiš hitro,« Andy Petch-Jex s spletne strani musicOHM pa je menil, da je pesem »zgodnja klasika.«

## Dosežki na lestvicah
Pesem »Born to Make You Happy« je uživala velik komercialni uspeh, saj se je med drugim uvrstila med prvih pet pesmi na glasbenih lestvicah v enajstih različnih državah. V začetku tedna 20. januarja 2000 je pesem pristala na vrhu irske glasbene lestvice, hkrati pa je 29. januarja 2000 prvo mesto zasedla tudi na  britanski lestvici. Pesem je za 200.000 prodanih kopij v Veliki Britaniji prejela srebrno certifikacijo s strani organizacije British Phonographic Industry (BPI). Pesem »Born to Make You Happy« je v tednu 23. decembra 1999 zasedla drugo mesto na evropski glasbeni lestvici in četrto mesto na švedski glasbeni lestvici (tudi na slednji je nazadnje dosegel drugo mesto). Pesem je prejela platinasto certifikacijo s strani organizacije International Federation of the Phonographic Industry (IFPI) na Švedskem, kjer se je prodalo 40.000 izvodov singla. V Nemčiji je pesem prejela zlato certifikacijo in zasedla tretje mesto na nemški glasbeni lestvici. Najmanjši uspeh je pesem »Born to Make You Happy« požela v Franciji, kjer je na državni glasbeni lestvici zasedla deveto mesto, s strani organizacije Syndicat National de l'Édition Phonographique (SNEP) pa je prejela srebrno certifikacijo.

## Videospot
Videospot za pesem »Born to Make You Happy« je režiral Billie Woodruff, produciralo pa je podjetje Geneva Films, koreografijo za ples pa je sestavil Wade Robson. Začne se s prizorom, v katerem Britney Spears spi v svoji sobi, prizor pa že čez nekaj sekund zbledi in prikažejo se njene sanje. Na začetku nosi svetlečo se srebrno obleko in sledi v modri in srebrni futuristični sobi, kjer poje in hodi naokoli. Po tem delu videospota se Britney Spears zbudi na vrhu stolpnice, v kateri živi in prične skupaj s še nekaj spremljevalnimi plesalci nastopati oblečena v rdečo majico in črno krilo. Po prvem plesu se znova pokaže Britney Spears, oblečena v bela oblačila in poje v sobi, o kateri je sanjala. Še pred koncem videospota sanja, da je njena simpatija vstopila v sobo in jo opazila, nato pa par prične s pretepom z blazinami, v katerem zmaga. Zadnji prizor pokaže Britney Spears med spanjem, tokrat z nasmehom na obrazu. Čez celoten videospot nastopajoči izvajajo razne plesne točke.

## Nastopi v živo
S pesmijo »Born to Make You Happy« je Britney Spears nastopila na štirih turnejah. Na svoji prvi turneji, ...Baby One More Time Tour, je pesem zapela medtem ko je sedela na stopnicah, nastop s pesmijo, izveden na turneji, Crazy 2k Tour, pa je vključeval tudi plesno točko. Leta 2000 je Britney Spears na turneji Oops!... I Did It Again World Tour s pesmijo nastopila oblečena v pižamo, nazadnje pa je skupaj s spremljevalnimi plesalci izvedla še krajšo plesno točko. S pesmijo »Born to Make You Happy« je nazadnje nastopila na turneji Dream Within a Dream Tour, kjer se je na odru prikazala iz velikanske glasbene skrinjice, oblečena kot balerina. Pesem je izvedla po nastopu s pesmijo »Overprotected« in pred nastopoma s pesmima »Lucky« in »Sometimes«.

## Seznam verzij
| - Britanski CD 1. »Born to Make You Happy« (radijska verzija) — 3:35 2. »Born to Make You Happy« (dodatni remix) — 3:40 3. »(You Drive Me) Crazy« (hip-hop remix Jazzyja Jima) — 3:40 - Britanska kaseta 1. »Born to Make You Happy« (radijska verzija) — 3:35 2. »(You Drive Me) Crazy« (hip-hop remix Jazzyja Jima) — 3:40 3. »...Baby One More Time« (sporočilo na odzivniku) — 0:21 | - Evropski CD 1. »Born to Make You Happy« (radijska verzija) — 3:35 2. »Born to Make You Happy« (dodatni remix) — 3:40 3. »(You Drive Me) Crazy« (hip-hop remix Jazzyja Jima) — 3:40 4. »Born to Make You Happy« (sporočilo na odzivniku) — 0:21 - Škatla z dodatki k albumu The Singles Collection 1. »Born to Make You Happy« (radijska verzija) — 3:35 2. »Born to Make You Happy« (dodatni remix) — 3:40 |

## Ostali ustvarjalci
- Britney Spears – glavni vokali
- Kristian Lundin – tekstopisec, producent, sintetizator, programiranje
- Andreas Carlsson – tekstopisec, spremljevalni vokali
- Nana Hedin – spremljevalni vokali
- Esbjörn Öhrwall – kitara
- Max Martin – urejanje remixov
- Michael Tucker – inženir dodatkov
- Reza Safina – asistent inženirja
- Tom Coyne – avdio urejanje

Vir:

## Dosežki in certifikacije

### Dosežki
| Lestvica (1999/2000)                              | Dosežek |
| ------------------------------------------------- | ------- |
| Avstrija (Ö3 Austria Top 75)                      | 8       |
| Belgija (Flandija; Ultratop 50)                   | 5       |
| Belgija (Valonija; Ultratop 40)                   | 4       |
| Evropa (European Hot 100 Singles)                 | 2       |
| Finska (Suomen virallinen lista)                  | 5       |
| Francija (SNEP)                                   | 9       |
| Nemčija (Media Control AG)                        | 3       |
| Irska (IRMA)                                      | 1       |
| Nizozemska (Dutch Top 40)                         | 4       |
| Nizozemska (Mega Single Top 100)                  | 6       |
| Norveška (VG-lista)                               | 3       |
| Švedska (Sverigetopplistan)                       | 2       |
| Švica (Media Control AG)                          | 3       |
| Združeno kraljestvo (The Official Charts Company) | 1       |

|

### Lestvice ob koncu leta
| Država (1999)       | Dosežek |
| ------------------- | ------- |
| Nemčija             | 89      |
| Švedska             | 78      |
| Država (2000)       | Dosežek |
| Belgija (Flandrija) | 46      |
| Belgija (Valonija)  | 70      |
| Francija            | 59      |
| Nemčija             | 45      |
| Švedska             | 38      |
| Švica               | 23      |
| Združeno kraljestvo | 32      |

### Certifikacije
| Država           | Certifikacija |
| ---------------- | ------------- |
| Francija         | Srebrna       |
| Nemčija          | Zlata         |
| Švedska          | Platinasta    |
| Velika Britanija | Srebrna       |

|}